# San Pedro, La Rioja
San Pedro är en ort i Argentina.   Den ligger i provinsen La Rioja, i den norra delen av landet, 1 000 km nordväst om huvudstaden Buenos Aires. San Pedro ligger 1 366 meter över havet och antalet invånare är 298.
Terrängen runt San Pedro är kuperad österut, men västerut är den bergig. Terrängen runt San Pedro sluttar österut. Närmaste större samhälle är Arauco, 15,5 km nordost om San Pedro.
Omgivningarna runt San Pedro är i huvudsak ett öppet busklandskap. Runt San Pedro är det mycket glesbefolkat, med 3 invånare per kvadratkilometer.